# Mezihoří, Klatovy
Mezihoří là một làng thuộc huyện Klatovy, vùng Plzeňský, Cộng hòa Séc.